# Еймскіп
Еймскіпафелагські Острови — міжнародна транспортна компанія з 55 офісами в 20 країнах на чотирьох континентах; Європа, Північна Америка, Південна Америка та Азія.Емскіп спеціалізується на послугах з експедирування вантажів у всьому світі з акцентом на заморожені та охолоджені товари.  Компанія також керує потужною мережею вантажних перевезень в Ісландії під назвою 'Виконавець' та її дочірньою компанією 'Морська подорож', яка керує пасажирськими транспортними поромами Балдур і Саєрун.
Еймскіп було засновано 17 січня 1914 року шляхом випуску акцій, де багато ісландців стали засновниками, а компанію називали «улюбленою дитиною нації». 
Еймскіп управляє 17 суднами, і в 2020 році отримала свої найновіші та найбільш екологічно чисті судна, Детіфосс і Бруарфосс, які плавають у співпраці з гренландською судноплавною компанією Royal Artic Line між Ісландією, Гренландією, Фарерськими островами та Скандинавією. 
Еймскіпс також управляє 42 складами та холодильними камерами в Північній Америці, Європі та Азії.Колись він був найбільшим власником холодильних складів у світі з понад 180 холодильними складами на п’яти континентах. 

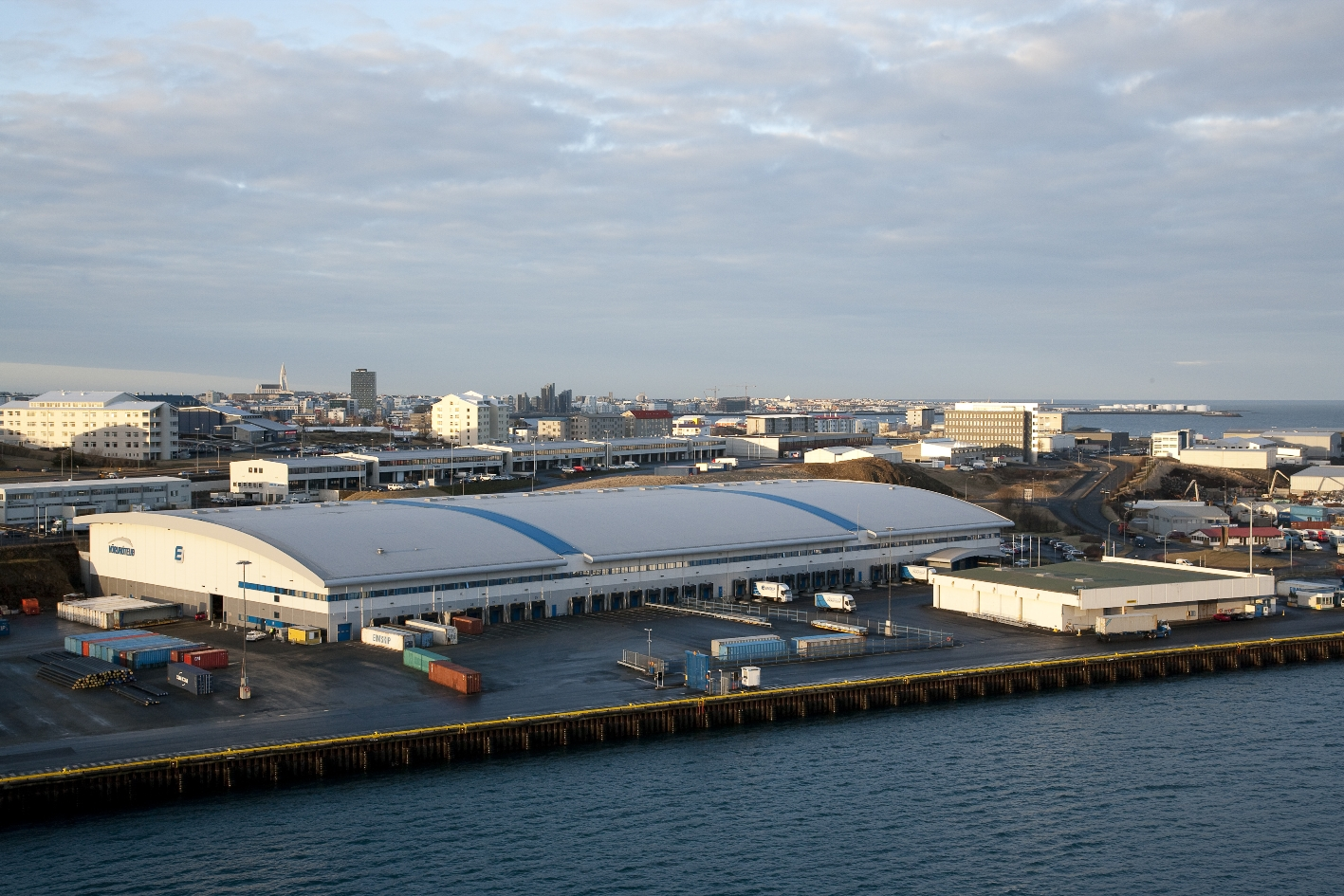
Склад в Рейк'явіку

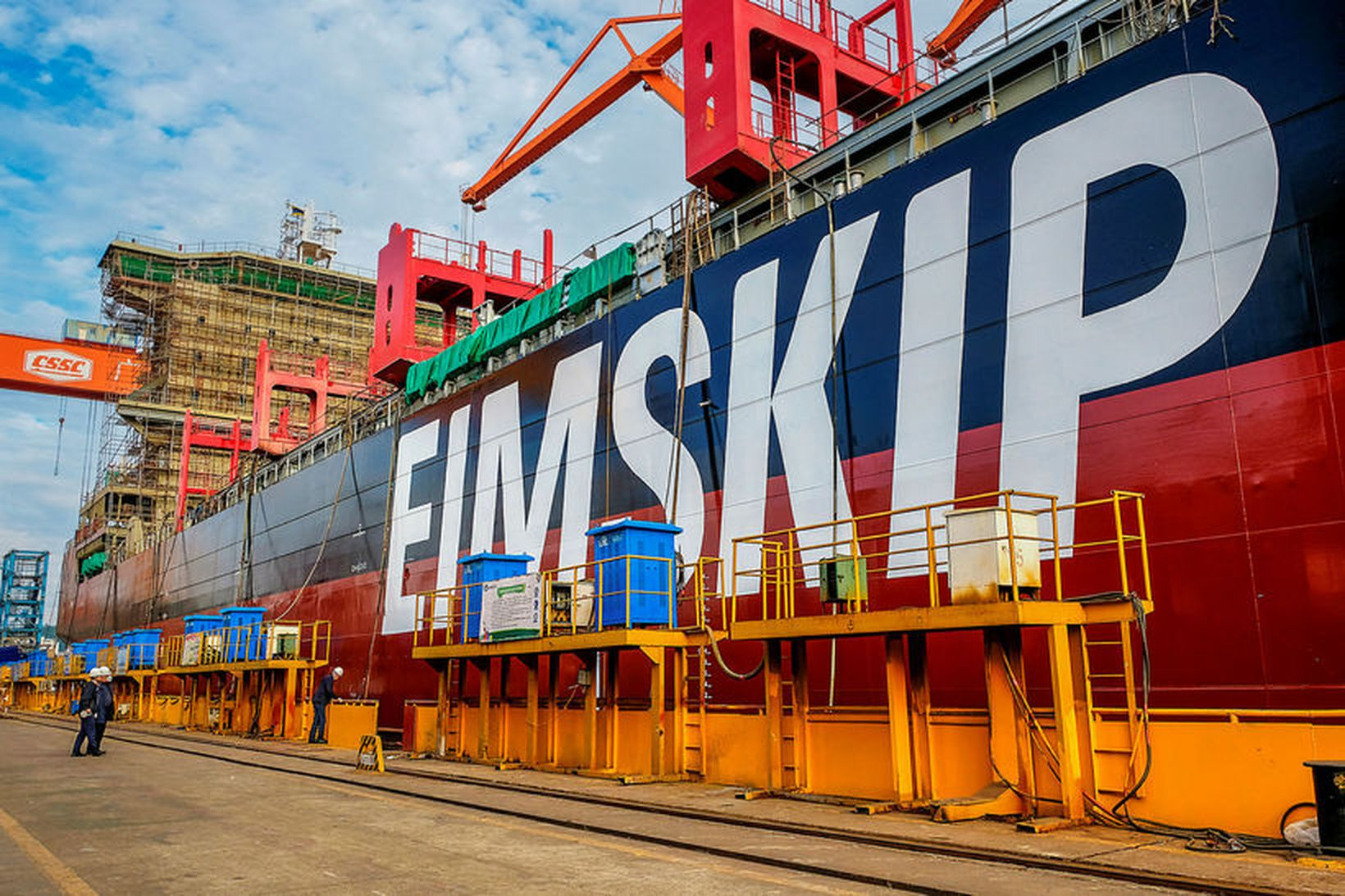
Brúarfoss у будівництві 2019

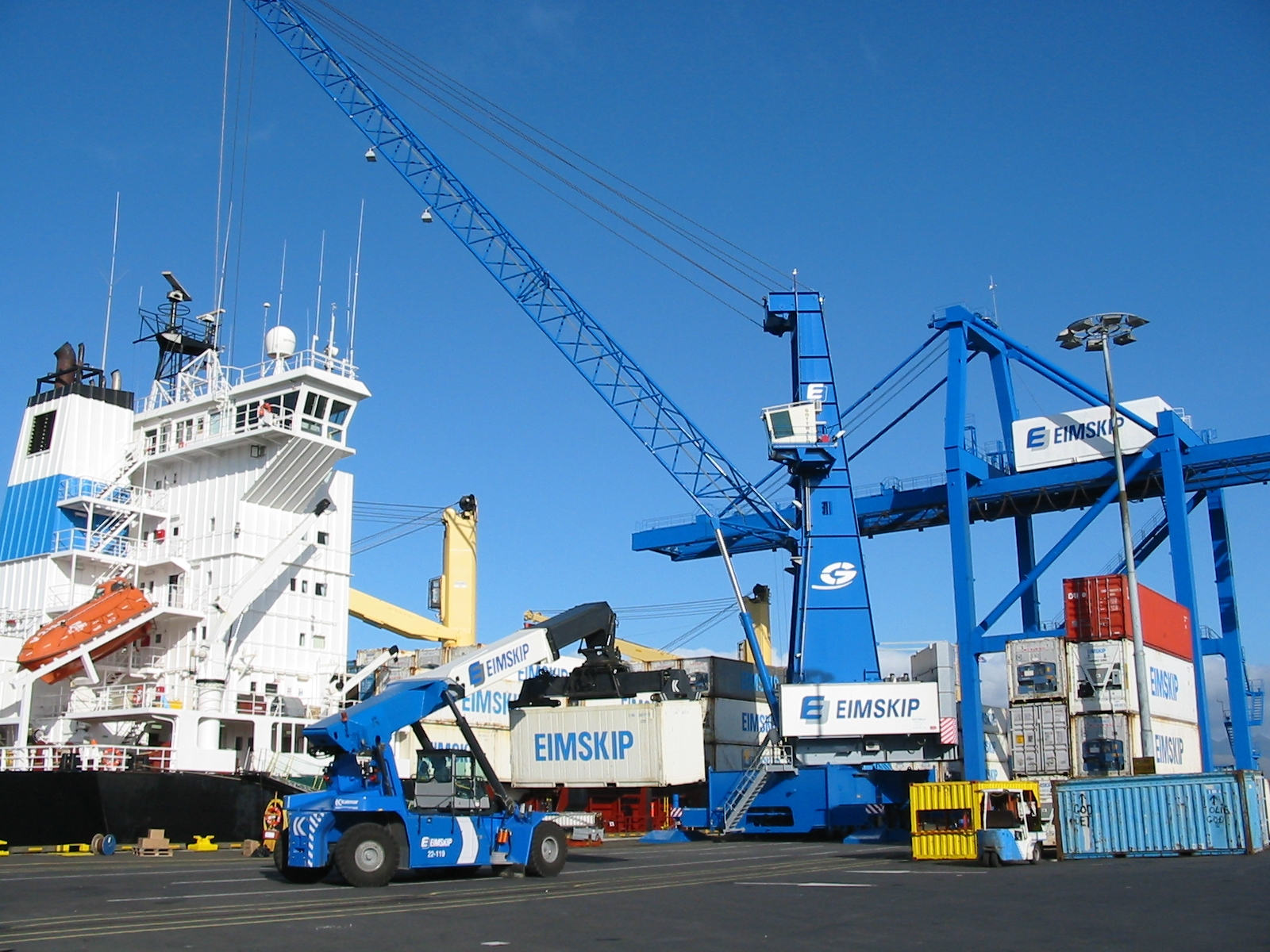
Район гавані

## Заснування
Еймскіпелаг було засновано в 1914 році шляхом випуску публічних акцій, де близько 14 000 людей купили акції або на той час 15% населення Ісландії. Першою головою управління був Свейн Бйорнсон, пізніше перший президент Ісландії. 